# 84 v.Chr.
Het jaar 84 v.Chr. is een jaartal volgens de christelijke jaartelling. 

## Gebeurtenissen

### Italië
- Gnaius Papirius Carbo en Lucius Cornelius Cinna, worden door de Senaat gekozen tot consul van het Imperium Romanum.
- Lucius Cornelius Sulla keert met het Romeinse leger terug in Brundisium en stuit op zijn opmars naar Rome nauwelijks op verzet.
- Cornelius Cinna wordt in Ancona in een Romeins legerkamp, door opstandige legionairs vermoord.
- Julius Caesar trouwt met Cornelia Cinna, Sulla nu de machtigste man in Rome dwingt hem te scheiden, maar Caesar weigert dit.

### Syrië
- Aretas III, koning van de Nabateeërs, verovert Damascus. In de strijd om de vestingstad sneuvelt Antiochus XII Dionysus.

### Klein-Azië
- Ptolemaeus XI Alexander en zijn broer Ptolemaeus van Cyprus weten uit het koninklijk paleis van Pontus te ontsnappen en vluchten naar Rome.
- Nicomedes IV bestijgt met steun van de Romeinse Senaat de Bithynische troon.

## Geboren
- Decimus Junius Brutus Albinus (~84 v.Chr. - ~43 v.Chr.), Romeins veldheer en een van de samenzweerders tegen Julius Caesar
- Gaius Trebatius Testa, (~84 v.Chr. - ~4), Romeins rechtsgeleerde
- Gaius Valerius Catullus (~84 v.Chr. - ~54 v.Chr.), Latijns lyrisch dichter
- Marcus Caelius Rufus (~84 v.Chr. - ~48 v.Chr.), Romeins praetor en staatsman
- Surenas (~84 v.Chr. - ~52 v.Chr.), Parthische veldheer

## Overleden
- Antiochus XII Dionysus, koning van het Seleucidenrijk (Syrië)
- Lucius Cornelius Cinna (~130 v.Chr. - ~84 v.Chr.), Romeins consul en veldheer (46)
- Philo van Larissa (~158 v.Chr. - ~84 v.Chr.), Grieks filosoof (74)